# يوسيإي كاياناما
يوسيإي كاياناما (باليابانية: 萱沼 優聖) (مواليد 6 أغسطس 1993)، هو لاعب كرة قدم ياباني سابق كان يلعب كمهاجم.

## وصلات خارجية
- يوسيإي كاياناما على موقع رابطة كرة القدم اليابانية للمحترفين (اليابانية)
- يوسيإي كاياناما على موقع قاعدة بيانات كرة القدم.إي يو (الإنجليزية)
- يوسيإي كاياناما على موقع Soccerway.com (الإنجليزية)
- يوسيإي كاياناما على موقع عالم كرة القدم.نت (الإنجليزية)